# Ernst Busch (actor)
Friedrich Wilhelm Ernst Busch (Kiel, 22 de enero de 1900 - Berlín, 8 de junio de 1980) fue un cantante y actor alemán.

## Biografía
Se destacó como intérprete de canciones cuyas letras guardaban alto contenido político, particularmente las del periodista Kurt Tucholsky, en los cabaret de Berlín en el período de entreguerras. Actuó en la producción original de La ópera de los tres centavos de Bertolt Brecht, así como en la posterior película de Georg Wilhelm Pabst. Casado con la cantante Eva Busch.
Cuando el ascenso de Hitler, en 1933, y bajo la persecución de la Gestapo, decide huir a la Unión Soviética. En 1937 se incorpora a las Brigadas Internacionales para luchar en la guerra civil española. Tras la derrota del bando republicano, fue internado en el campo de Gurs, y posteriormente, tras el pacto del Gobierno de Vichy, preso en Francia y Alemania.
Tras el fin de la guerra se estableció en el Berlín de la Alemania Democrática, en donde trabajó con Bertolt Brecht y Erwin Piscator en el Ensamble de Berlín convirtiéndose en uno de los estandartes de dicho estado. Es recordado por su interpretación de Galileo, en el drama de Brecht, su participación en el estreno alemán de El círculo de tiza caucasiano, del mismo autor y por sus apasionadas grabaciones de canciones obreristas, algunas compuestas por el destacado Hanns Eisler. Es de destacar su grabación de Die Moorsoldaten, que fue el himno de la resistencia.

## Discografía

### Grabaciones de la guerra civil española (Lista incompleta)
De las "Canciones de las Brigadas Internacionales"
- Los Cuatro Generales
- Die Thälmann-Kolonne (La columna Thaelmann) (Líder de los comunistas alemanes)
- Hans Beimler
- Das Lied von der Einheitsfront (Canción del Frente Único) (Socialistas y Comunistas)
- Lied der Internationalen Brigaden, Canción de las Brigadas Internacionales
- Die Moorsoldaten (Canción de los trabajadores en los campos de trabajo nazi)
- Am Rio Jarama
- Ballade der XI Brigade, Balada de la undécima brigada
- Peter, mein Kamerad (Pedro, mi camarada)
- La Compañía de Acero
- Adelante Campesinos
- Nuestra Bandera
- El Himno de Riego (versión alemana del segundo Himno de la República Española)

### Colectivos
- 1985 - Vorwärts, nicht vergessen solidarität!

## Premios y reconocimientos
Ganó el Premio Lenin de la Paz entre 1970 y 1971 y una de las más prestigiosas escuelas primarias de teatro de Berlín lleva su nombre.